# Sint-Laurentiuskerk (Baflo)
De kerk van Baflo is een van de oudste kerken in de provincie Groningen. De kerk met een vrijstaande toren op een verhoogd kerkhof bevindt zich aan de Kostersgang 8 in het dorp Baflo. Het gebouw wordt beheerd door de Protestantse Gemeente Baflo.

## Kerk
Waarschijnlijk is er een voorganger geweest van de huidige kerk die nog gesticht is door Liudger in de 8e eeuw. Baflo was een van de proosdijen in de Ommelanden, waarvan wordt aangenomen dat deze teruggaan op de kerkstichtingen van Liudger. De kerk was oorspronkelijk gewijd aan de heilige Laurentius. Keizer Hendrik III schonk de kerk aan de bisschop van Münster.
De huidige kerk is gebouwd in het begin van de 12e eeuw, misschien eind 11e eeuw.Het is een eenbeukige kerk met een rechtgesloten koor. De kerk wordt voor het eerst genoemd in 1211 en was toen opgebouwd uit tufsteen, waarvan nog stukken resteren in het schip. Het huidige koor met versierde rondboogvensters en -nissen dateert waarschijnlijk uit de 13e eeuw. In 1594 verloor de kerk haar positie als proosdij bij de reductie van Groningen.
De westgevel werd begin 18e eeuw vernieuwd en bevat gevelstenen uit 1656 en 1808 die wijzen op andere verbouwingen cq. restauraties. Het huidige kerkorgel met twee klavieren en aangehangen pedaal werd gebouwd door Roelf Meijer in 1877. De herenbanken dateren van 1878. Verder bevinden zich er onder andere een offerblok en acht metalen schilden van de grafkisten van het geslacht Jarges. In de kerk liggen een aantal grafzerken; de oudste is van Jacob Halsema (overleden in 1587). De preekstoel is in 1972 overgebracht vanuit de kerk van Engelbert, die als compensatie de preekstoel uit het verdwenen Oterdum heeft gekregen.

## Toren
Op enkele meters ten zuidoosten van de kerk staat de ongelede kerktoren met zadeldak en dakruiter. De onderbouw met rondbogige galmgaten dateert waarschijnlijk uit de 13e eeuw. Mogelijk werd de toren rond 1500 verhoogd en voorzien van de spitsbogige galmgaten boven de ingang. De toren kreeg in 1502 haar klokkenstoel met een luidklok (diameter: 87,3 cm) van Geert van Wou. In 1818 werd aan zuidzijde een stenen zonnewijzerplaat geplaatst. Alleen de toren is eigendom van de Stichting Oude Groninger Kerken.

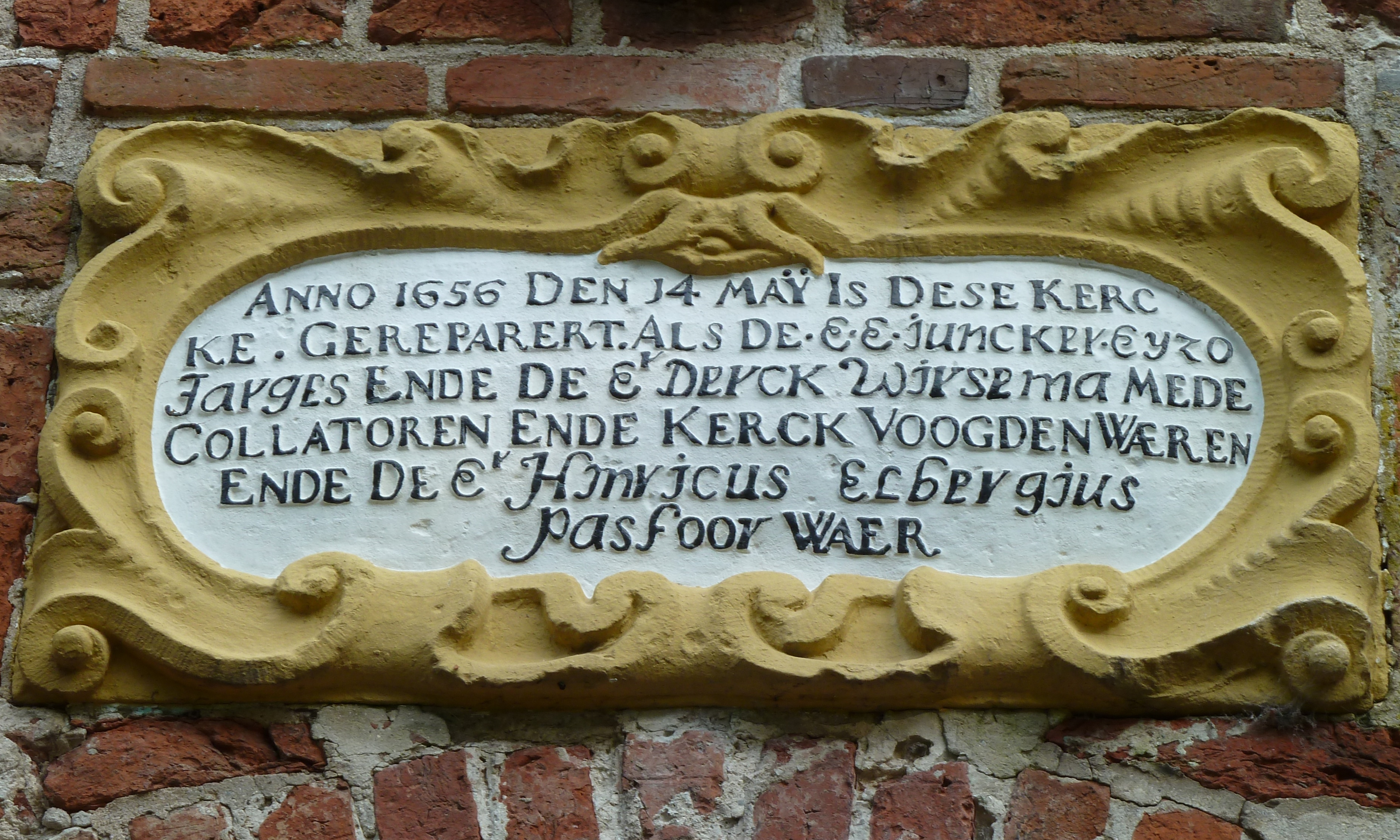
Opschrift over de verbouwing van 1656 boven de westvleugel
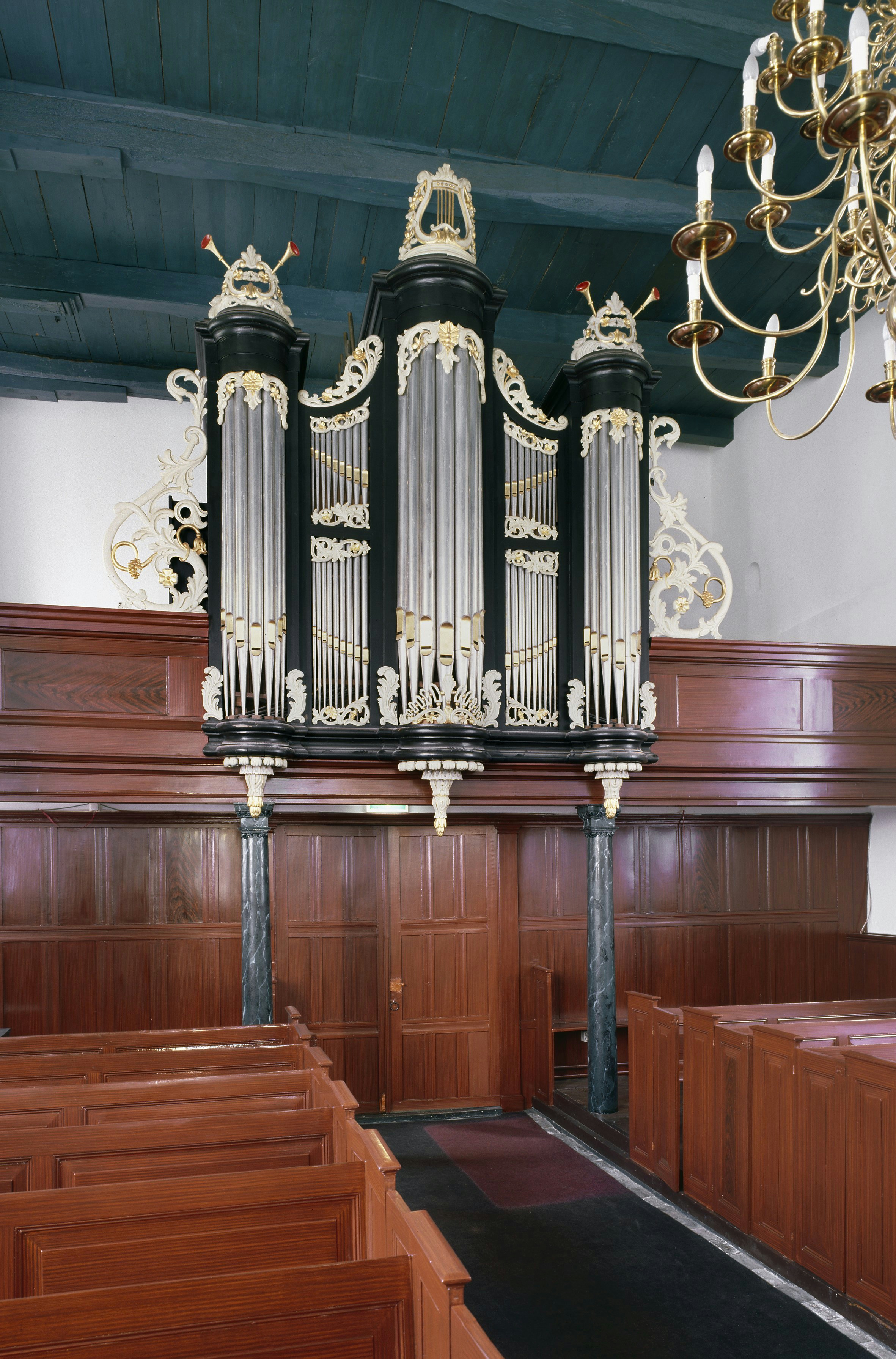
Het orgel van Roelf Meijer uit 1877